# Wazirabad
Wazirabad (en ourdou : وزِيرآباد) est une ville située dans le district de Gujranwala au Pakistan, dans la province du Pendjab. Elle est située près des rives du fleuve Chenab.
Historiquement,la ville est remarquable à plus d'un titre. Dans le sikhisme elle fait entre autres partie de l'histoire du Guru Hargobind. Ce gourou fondateur s'y est arrêté en rentrant du Cachemire en 1620, et y a passé quelques jours. Un temple sikh, un gurudwara y a été construit en sa mémoire.
La population de la ville a été multipliée par près de trois entre 1972 et 2017, passant de 40 063 habitants à 128 060. Entre 1998 et 2017, la croissance annuelle moyenne s'affiche à 1,9 %, inférieure à la moyenne nationale de 2,4 %. En 2023, la population de la ville monte à 152 624 habitants.
|            | 1972 (rec.) | 1981 (rec.) | 1998 (rec.) | 2017 (rec.) | 2023 (rec.) |
| ---------- | ----------- | ----------- | ----------- | ----------- | ----------- |
| Population | 40 063      | 62 725      | 90 197      | 128 060     | 152 624     |